# Leo Anchóriz
Leo Anchóriz, all'anagrafe Leopoldo Anchóriz Fustel (Almería, 22 settembre 1932 – Madrid, 17 febbraio 1987), è stato un attore, sceneggiatore e direttore artistico spagnolo.

## Biografia
Il suo vero nome era Leopoldo Anchóriz Fustel, ma nei film utilizzò sempre come nome d'arte "Leo Anchóriz", apparendo in alcuni titoli di coda in inglese come "Leo Anchoris".
Nel 1965 sposò Maria Callejon. Era un grande amico di José María Forqué e Jaime de Armiñán, con cui collaborò in diversi film, sia come attore che sceneggiatore.

## Filmografia parziale
- Il gladiatore invincibile, regia di Alberto De Martino (1961)
- Marcia o crepa, regia di Frank Wisbar (1962)
- Perseo l'invincibile, regia di Alberto De Martino (1963)
- Spionaggio a Casablanca (Noches de Casablanca), regia di Henri Decoin (1963)
- Sandokan, la tigre di Mompracem, regia di Umberto Lenzi (1963)
- I pirati della Malesia, regia di Umberto Lenzi (1964)
- Il sentiero dell'oro (Finger on the Trigger), regia di Sidney W. Pink (1965)
- Umorismo in nero, regia di Claude Autant-Lara, José María Forqué, Giancarlo Zagni (1965)
- 7 pistole per i MacGregor, regia di Franco Giraldi (1966)
- 7 donne per i MacGregor, regia di Franco Giraldi (1967)
- I tre che sconvolsero il West (Vado, vedo e sparo), regia di Enzo G. Castellari (1968)
- Ammazzali tutti e torna solo, regia di Enzo G. Castellari (1968)
- Quei disperati che puzzano di sudore e di morte (Los desesperados), regia di Julio Buchs (1969)
- O' Cangaceiro, regia di Giovanni Fago (1970)
- Che c'entriamo noi con la rivoluzione?, regia di Sergio Corbucci (1972)
- Tutti per uno botte per tutti, regia di Bruno Corbucci (1973)
- Cipolla Colt, regia di Enzo G. Castellari (1975)

## Doppiatori italiani
- Renato Turi in Sandokan la tigre di Mompracem, I tre che sconvolsero il West (Vado, vedo e sparo)
- Glauco Onorato in 7 donne per i MacGregor, Che c'entriamo noi con la rivoluzione?
- Sergio Graziani in I pirati della Malesia
- Nando Gazzolo in 7 pistole per i MacGregor
- Carlo Alighiero in O' Cangaceiro
- Luciano De Ambrosis in Tutti per uno botte per tutti
- Renato Mori in Cipolla Colt